# Kraftwerk Yeongheung
Das Kraftwerk Yeongheung (bzw. Kraftwerk Yonghungdo) ist ein Kohlekraftwerk auf der Insel Yeongheung, Metropolregion Incheon, Provinz Gyeonggi-do, Südkorea, das am Gelben Meer gelegen ist. Es ist im Besitz der Korea Electric Power Corporation (KEPCO), wird aber von deren Tochtergesellschaft Korea South-East Power Company (KOEN) betrieben.
Mit einer installierten Leistung von 5,08 GW ist Yeongheung eines der leistungsstärksten Kohlekraftwerke weltweit (Stand Oktober 2021). Es dient zur Abdeckung der Grundlast. In dem Kraftwerk sind rund 700 Beschäftigte tätig.

## Kraftwerksblöcke
Das Kohlekraftwerk besteht gegenwärtig aus 6 Blöcken. Die folgende Tabelle gibt einen Überblick:
| Block | Max. Leistung (MW) | Betriebsbeginn | Turbine | Generator | Dampfkessel |
| ----- | ------------------ | -------------- | ------- | --------- | ----------- |
| 1     | 800                | 12.07.2004     | Doosan  | Doosan    | Doosan      |
| 2     | 800                | 28.11.2004     | Doosan  | Doosan    | Doosan      |
| 3     | 870                | 30.06.2008     | Doosan  | Hitachi   | Hitachi     |
| 4     | 870                | 31.12.2008     | Doosan  | Hitachi   | Hitachi     |
| 5     | 870                | 10.07.2014     | Doosan  | Hitachi   | Hitachi     |
| 6     | 870                | 05.11.2014     | Doosan  | Hitachi   | Hitachi     |

Die Blöcke 1 und 2 verwenden superkritische Technologie (Siehe Überkritisches Wasser). Mit ihrem Bau wurde im September 1994 begonnen. Die Inbetriebnahme von Block 1 war ursprünglich für den Dezember 2000 geplant; sie wurde aufgrund eines vorübergehend rückläufigen Stromverbrauchs bis 2004 aufgeschoben. Die Gesamtkosten für die Errichtung der Blöcke 1 und 2 werden mit 2,5 Mrd. USD angegeben.

## Erneuerbare Energien
Auf dem Kraftwerksgelände befinden sich Photovoltaikanlagen mit einer Gesamtleistung von 8 MW, Windkraftanlagen mit einer Leistung von 46 MW sowie Wasserkraftwerke mit einer Leistung von 12,6 MW. Die Wasserkraftwerke befinden sich am Ende der Auslaufkanäle für das Kühlwasser. Ihre jeweilige Leistung beträgt 3 MW (Blöcke 3 und 4), 4,6 MW (Blöcke 1 und 2) und 5 MW (Blöcke 5 und 6); sie verwenden Kaplan-Turbinen.

## Sonstiges
Mit einem CO2-Ausstoß von 27 Mio. t lag Yeongheung im Jahr 2018 an Stelle 9 der Kraftwerke mit den größten CO2-Emissionen.